# Andorra en los Juegos Olímpicos de Los Ángeles 2028
Andorra participará en los Juegos Olímpicos de Los Ángeles 2028. Responsable del equipo olímpico es el Comité Olímpico Andorrano, así como las federaciones deportivas nacionales de cada deporte con participación.